# 物質-細胞統合システム拠点
物質－細胞統合システム拠点（ぶっしつ さいぼうとうごうシステムきょてん、英称：Institute for Integrated Cell-Material Sciences、略称: アイセムス/iCeMS）は、材料科学と細胞生物学の融合により細胞を制御する物質を創り出して生命の謎を探求するとともに、生命現象にヒントを得た優れた材料を創り出すことを目指す京都大学の研究機関。

## 沿革
2007年10月1日に文部科学省の世界トップレベル国際研究拠点として発足。設立時の拠点長は、医学者の中辻憲夫。
2013年1月に化学者の北川進が拠点長に就任。
2023年4月にケミカル・バイオロジストの上杉志成が3代目の拠点長に就任。